# Baía de Murphy

A baía de Murphy  é uma baía de 7 milhas náuticas (13 km) de extensão entre o ponto Penguin e o cabo Bage, na Antártida. Foi descoberta pela Expedição Antártica Australasiática (1911-14) sob o comando de Douglas Mawson, que a designou com o nome de Herbert D. Murphy, um membro da expedição.
 Este artigo incorpora material em domínio público  de United States Geological Survey   , documento "Baía de Murphy" (conteúdo do Geographic Names Information System).